# Hoplolabis mannheimsi
Hoplolabis mannheimsi är en tvåvingeart som först beskrevs av Mendl 1974.  Hoplolabis mannheimsi ingår i släktet Hoplolabis och familjen småharkrankar. Inga underarter finns listade i Catalogue of Life.